# Pseudimares iris
Pseudimares iris är en insektsart som beskrevs av Douglas E. Kimmins 1933. Pseudimares iris ingår i släktet Pseudimares och familjen myrlejonsländor. Inga underarter finns listade i Catalogue of Life.